# Tollerton (Nottinghamshire)
Tollerton is een civil parish in het bestuurlijke gebied Rushcliffe, in het Engelse graafschap Nottinghamshire met 1883 inwoners.